# Moskiewski Państwowy Uniwersytet Górniczy
Moskiewski Państwowy Uniwersytet Górniczy (ros. Московский государственный горный университет) – rosyjska i radziecka publiczna uczelnia wyższa zlokalizowana w Moskwie. 
Prekursorem uniwersytetu była założona w 1918 roku Moskiewska Akademia Górnicza (Московская горная академия). W 1930 sześć wydziałów szybko rozrastającej się organizacji zostało przekształconych w samodzielne jednostki, m.in. w Moskiewski Instytut Górniczy (Московский горный институт), który w 1993 zmienił nazwę na Moskiewski Państwowy Uniwersytet Górniczy (Московский государственный горный университет). W 2008 rozpoczęto proces restrukturyzacji moskiewskich uczelni technicznych. W rezultacie w 2014 Moskiewski Państwowy Uniwersytet Górniczy wszedł w skład Narodowego Badawczego Uniwersytetu Technicznego „MISiS”.  
W skład uczelni wchodziły następujące jednostki:
- Wydział Górnictwa Węglowego
- Wydział Elektromechaniki i Inżynierii Górnictwa
- Wydział Informatyki i Systemów Automatycznych
- Wydział Eksploatacji Rud i Złóż Niemetalicznych
- Wydział Inżynierii Fizycznej.